# Толль, Эдуард Васильевич
Барон Эдуа́рд Васи́льевич Толль (нем. Eduard Gustav Freiherr von Toll, 2 (14) марта 1858, Ревель — после 1 (14) сентября 1902, Остров Беннетта) — русский учёный-геолог и географ, арктический исследователь и организатор экспедиций.

## Биография
Родился 2 (14) марта 1858 года в городе Ревель (современный Таллин), Российская империя.
Род Толль (Toll) принадлежит к числу древнейших дворянских домов Европы и происходит от графов Голландских. С 1746 года род графов и баронов Толль внесен в матрикулы эстляндского дворянства. Фон Толль — Близкий родственник семьи Миддендорфов, одним из представителей которого был учитель Э. Толля академик А. Ф. Миддендорф.
Начальное образование получил в Домской школе города Ревель.
В 1872 году семья (после смерти отца) перебралась в город Дерпт (современный Тарту). Эдуард поступил в Императорский Дерптский университет на естественно-исторический факультет. Изучал минералогию, геогнозию, ботанику, зоологию и медицину. Проживание в университетском городе предопределило жизненную судьбу юноши как ученого.
Первая экспедиция проходила у берегов Северной Африки. В Алжире и на Балеарских островах он изучал фауну, флору, геологию. Вернувшись в Дерпт, защитил кандидатскую диссертацию по зоологии, был оставлен при университете.
Труды Э. Толля привлекли внимание знаменитого учёного-полярника А. А. Бунге. Он пригласил Э. Толля в экспедицию на Новосибирские острова. В марте — апреле 1885 года, проделав по реке Яна около 400 километров, прибыл в Верхоянск. Собрав много ценных материалов, вернулся в с. Казачье в Усть-Янском улусе и через пролив Лаптева перебрался на Новосибирские острова.
Оказавшись на севере Котельного острова, километрах в 150—200 он увидел (или ему показалось, что увидел) неизвестную землю. Э. Толль был уверен, что это — легендарная земля Санникова. Экспедиция завершилась в декабре 1886 года.
28 января 1887 года путешественники вернулись в Санкт-Петербург. Было составлено геологическое описание Новосибирских островов, собраны обширные коллекции ископаемых животных и растений — две с половиной тысячи экспонатов.
В 1889 году он женился на Эммелине Вилькон, уроженки мызы Вока, Вирумаа. Вышла в свет его книга. На IX Международной географической конференции[какой?] в Вене познакомился и подружился с Фритьофом Нансеном.
В 1889—1896 годах — учёный хранитель Минералогического музея Императорской Санкт-Петербургской Академии наук.
В 1893 году возглавил новую экспедицию. Во время второй арктической экспедиции Петербургской Академии Наук (1893 г.) на берегу Восточно-Сибирского моря в районе мыса Святой Нос он проводил геологические исследования, им были найдены останки мамонтов на реке Анабар, вымирание которых Толль объяснил не только потеплением климата, но и выдвинув совершенно новую точку зрения: «…инфекционными заболеваниями, которые могли быть занесены переселившимися в эту область новыми видами, проводя аналогию с теми эпидемиями, которые в дореволюционное время опустошали северные районы, превращая их в почти безлюдные пустыни», что было изложено позднее в его книге «Die fossilen Eislager und ihre Beziehungen zu den Mammuthleichen». Также выполнял просьбу Ф. Нансена, устраивал продовольственные склады на случай зимовки готовившегося к трёхлетнему плаванию нансеновского «Фрама». На севере Сибири описывал Хараулахский хребет, Чекановского и Прончищева кряжи, нанёс на карту Анабарскую губу, изучил Хатангскую губу и низовья реки Анабар. Производя маршрутные съёмки, исправлял и уточнял географические карты того времени. Основной же задачей экспедиции было найти останки мамонтов на реке Анабар, произвести там геологическое исследование.
В 1899 году участвовал под руководством С. О. Макарова в плавании на ледоколе «Ермак» к берегам Шпицбергена.

### Экспедиция на шхуне «Заря»

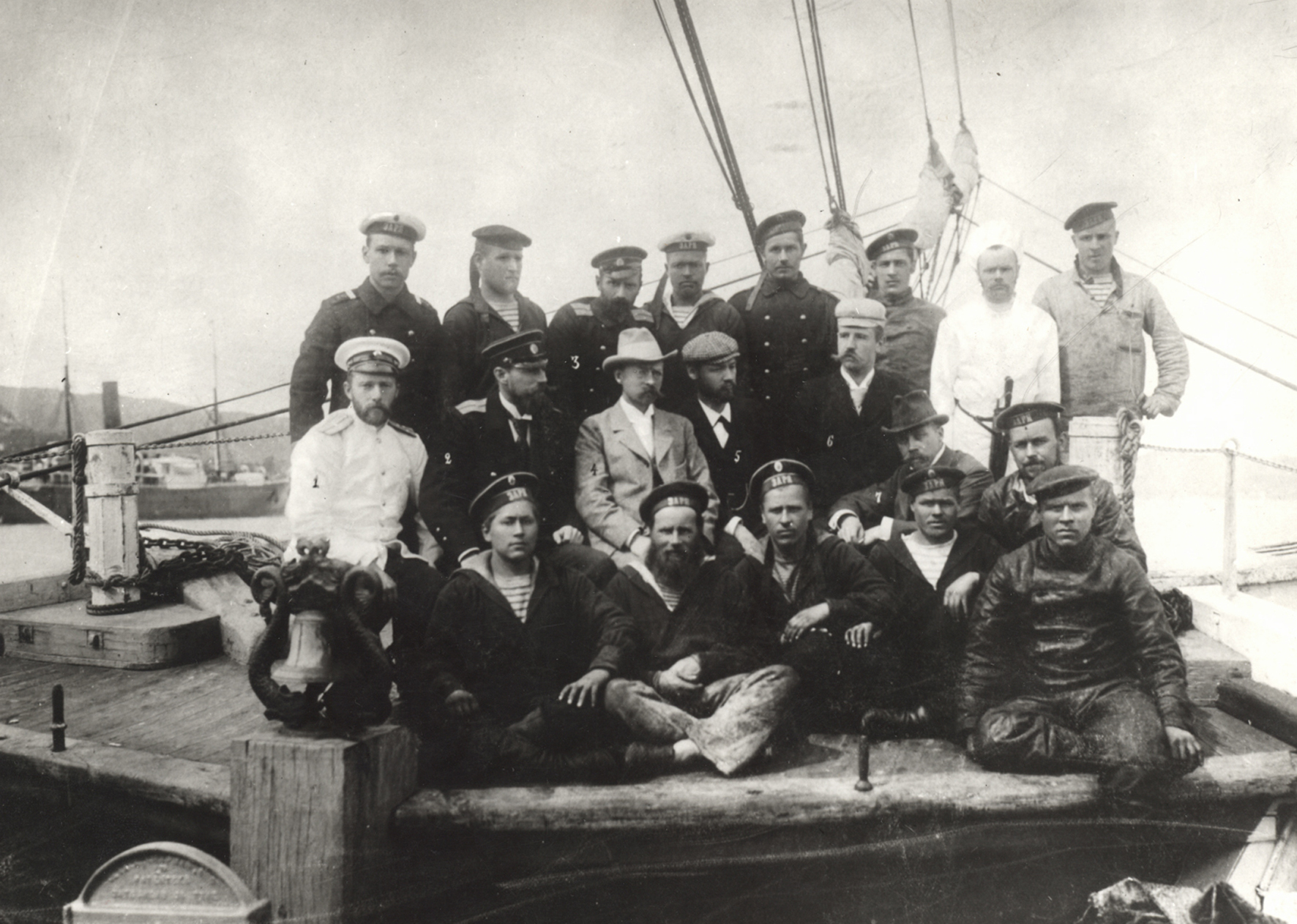
Участники экспедиции на борту шхуны «Заря».
В верхнем ряду: 3 слева над Э. Толлем — А. Колчак. Второй ряд: Н. Н. Коломейцев, Ф. А. Матисен, Э. В. Толль, доктор экспедиции Г. Вальтер (7), астроном Ф. Зееберг (6), зоолог Бялыницкий (5).

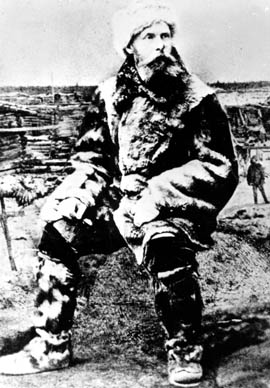
Э. В. Толль, 1902

В 1899 приступил к организации новой экспедиции, целью которой было изучение морских течений в Карском и Восточно-Сибирском морях Северного Ледовитого океана, исследование уже известных и поиск новых островов в этой части Арктики, а в случае удачи — открытие «большого материка» («Арктиды», Земли Санникова), в существование которого Э. Толль свято верил.
«Вопрос о «Земле Санникова» Э.Г. фон Толль поставил перед Академией Наук, которая именно по его инициативе и организовала специальную экспедицию, известную под названием Русской полярной экспедиции, для отыскания этой земли» - утверждает Визе В.Ю, в своей книге «Моря Советской Арктики». Исследователя поддержали полярные авторитеты: Фритьоф Нансен, Нильс Адольф, Эрик Норденшельд, адмирал С. О. Макаров, академики Ф. Б. Шмидт, Ф. Н. Чернышев, А. П. Карпинский. В задачи экспедиции входило также исследование Новосибирских островов, изучение морских течений в Карском и Восточно-Сибирском морях Северного Ледовитого океана, исследование уже известных и поиск новых островов в этой части Арктики.
8 (21) июня 1900 года яхта «Заря» снялась с якоря в Санкт-Петербурге, обошла Скандинавский полуостров, прошла Баренцево и Карские моря. 13 (26) сентября 1900 года встала на зимовку в Таймырском проливе.
Летом 1901 года экспедиция обследовала Таймыр и встала на вторую зимовку.
В мае 1902 года начинается подготовка санно-шлюпочного перехода на остров Беннетта (один из островов Де-Лонга), и 5 июля 1902 года Э. Толль покинул «Зарю» в сопровождении астронома Фридриха Зееберга и зверопромышленников Василия Горохова и Николая Дьяконова.
Планировалось, что «Заря» подойдет к острову Беннетта два месяца спустя. 13 июля партия Э. Толля на собачьих упряжках достигла мыса Высокого на острове Новая Сибирь. 3 августа на байдарах они достигли острова Беннетта.
Из-за тяжёлой ледовой обстановки «Заря» не смогла подойти к острову Беннетта в назначенный срок и получила серьёзные повреждения, сделавшие невозможным дальнейшее плавание. В сентябре 1902 года капитан шхуны лейтенант Матисен был вынужден увести судно в бухту Тикси.

## Поиски отряда Толля
В 1903 году поисковая экспедиция под руководством лейтенанта Колчака обнаружила место стоянки Толля на острове Беннетта, его дневники и другие материалы.
Известно, что группа Толля, не дождавшись «Зари», приняла решение самостоятельно двигаться на юг в сторону континента, однако дальнейшие следы этих четырёх человек не были обнаружены.
Дневники Эдуарда Толля, согласно завещанию, были переданы его вдове Эммелине Толль. Она издала их в 1909 году в Берлине.
В честь Эммелины Николаевны Толль назван мыс Эммелины (Восточно-Сибирское море, Новосибирские острова, название мысу присвоено Э. В. Толлем в 1902 году).
В 1959 году в сокращённом виде дневники были опубликованы в переводе с немецкого под названием Плавание на яхте «Заря».

## Память

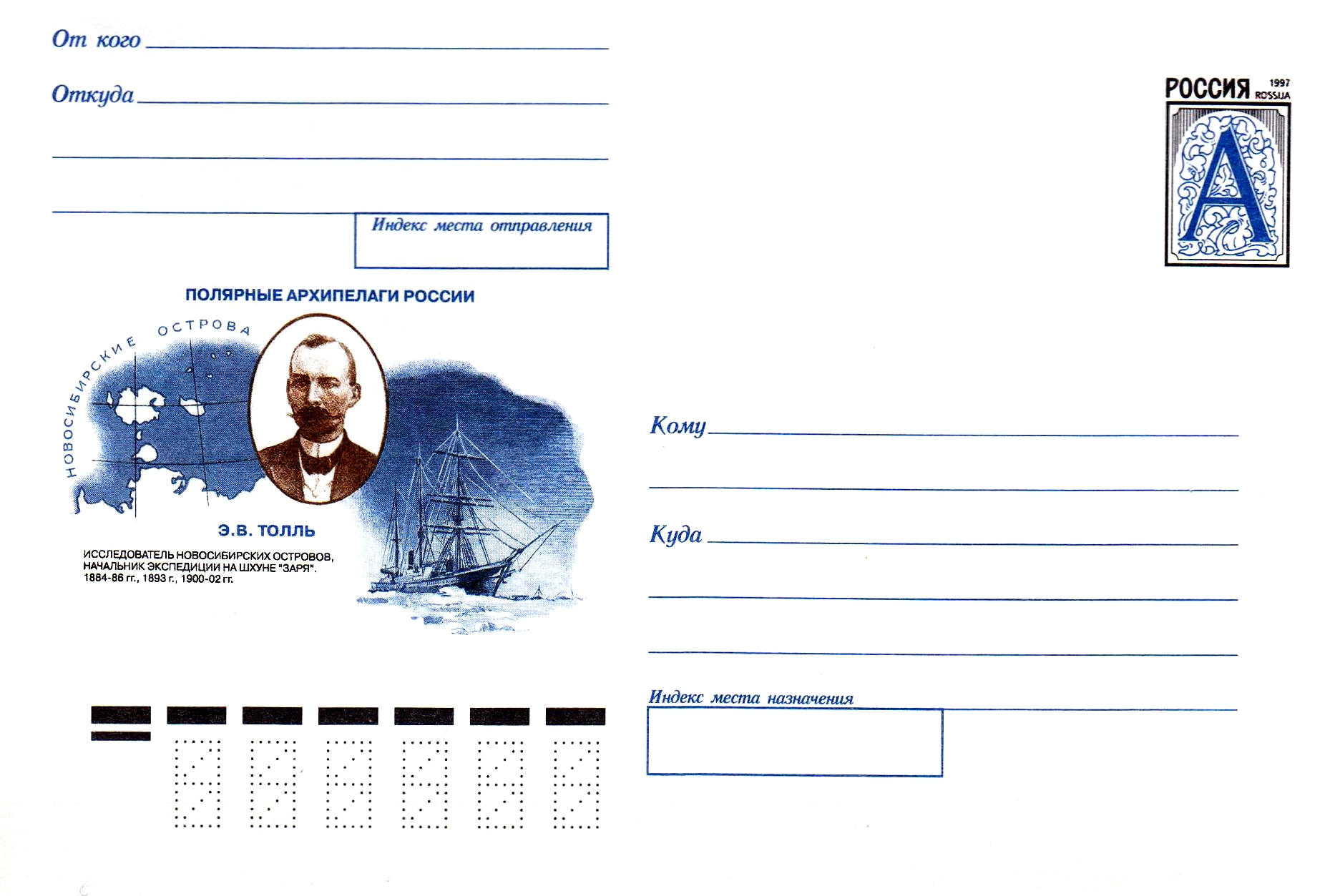
Конверт Почты России, 1997

В честь Э. В. Толля в 1893 году назван залив Толля в Карском море.
В честь Э. В. Толля также названы: абиссальная равнина (Северный ледовитый океан, котловина Подводников), гора (Восточно-Сибирское море, остров Беннетта; название присвоено в 1903 году участниками Русской полярной экспедиции), гора (Баренцево море, Новая Земля; гора нанесена на карту Г. Я. Седовым в 1913 году, тогда же названа), лагуна (Восточно-Сибирское море, Новосибирские острова), мыс (Карское море, шхеры Минина, остров Циркуль; название присвоено в 1965 году).
Эдуарда фон Толля помнят, как бесстрашного человека во всем мире и высоко оценили, как немецкие, так и российские исследователи: в 1913 году Оскар Иден-Целлер и в 1928 году советская полярная экспедиция установили мемориальные доски на острове Котельный в честь Толля:

Эдуард Васильевич Толль вступил впервые на Ново-Сибирские острова 2 мая 1886 г., погиб во время работ Русской полярной экспедиции
в 1902 г. вместе со своими доблестными спутниками Ф. Г. Зеебергом, Н. Дьяконовым и В. Гороховым.

Академия наук СССР. Якутская АССР, Лето 1928 г.
В честь Э. В. Толля были названы корабли:
- 1972 — научно-исследовательское гидрографическое судно (г/с) «Эдуард Толль»[14] (списано в 2010 году).
- 2017 — судно перевозящее СПГ «Eduard Toll», используется для доставки газа из порта Сабетта. Научно-исследовательское гидрографическое судно «Эдуард Толль» бороздило океанские воды с 1972 по 2007 г, а в 2017 пришло ему смену новое судно «Eduard Toll», принадлежащее предприятию «Ямал СПГ», порт Сабетта (Аargusmedia, 11.12.2019).

В честь Э. В. Толля названы два минерала:
- Эдтоллит (edtollite) [K2NaCu5Fe3+O2(AsO4)4]
- Алюмоэдтоллит (alumoedtollite) [K2NaCu5AlO2(AsO4)4][15]

В честь Э. В. Толля были названы ископаемые организмы:
- Tollicyathus S.Tchemyscheva, 1960 — тип археоциат, нижний кембрий Восточного Саяна.
- Labirinthomorpha tolli Vologdin, 1931 — тип археоциат, нижний кембрий Восточного Саяна.
- Loculicyathus tolli Vologdin, 1931 — тип археоциат, нижний кембрий Восточного Саяна.
- Tollina Sokolov, 1949 — класс коралловых полипов, верхний ордовик Таймыра.
- Paratollaspis Kobayashi, 1943 — трилобит, средний кембрий севера Сибири.
- Tollaspis Kobayashi, 1943 — трилобит, нижний кембрий севера Сибири.
- Esseigania tolli Kobayashi, 1943 — трилобит, верхний кембрий севера Сибири.
- Pagetiellus tolli Lermontova, 1940 — трилобит, нижний кембрий бас. р. Лена.
- Proetus tolli Weber, 1951 — трилобит, нижний силур севера Сибири.
- Tollitia Abushik, 1970 — подкласс остракод, нижний силур о-ва Вайгач.
- Lesuewilla tolli Koken, 1925 — класс брюхоногих моллюсков, средний ордовик Прибалтики.
- Worthenia tolli Koken, 1925 — класс брюхоногих моллюсков, верхний ордовик Прибалтики.
- Buchia tolli Sokolov, 1908 — класс двустворчатых моллюсков, нижний мел Северной Сибири.
- Totlia tolli Pavlow, 1914 — головоногий моллюск, нижний мел Северной Сибири.
- Cardioceras tolli Pavlow, 1914 — головоногий моллюск, верхняя юра Северной Сибири.
- Cladiscites tolli Diner, 1916 — головоногий моллюск, верхний триас о-ва Котельный.
- Olenekites tolli Mojsisovics, 1888 — головоногий моллюск, нижний триас Северной Сибири.
- Passaloteuthis tolli Pavlow, 1914 — головоногий моллюск, нижняя юра Северной Сибири.

## Сочинения
Автор научных трудов по геологии и географии, среди них монографии:
- Toll E. Reise nach den neusibirischen Inseln // Globus. 1888. Bd. 53. N 15. S. 225—228.
- Toll E. Die paläozoischen Versteinerungen der Neusibirischen Insel Kotelny. St.-Ptp.: Verl. Akad. Wis., 1890. 56 S.
- Толль Э. В. Экспедиция Академии наук 1893 г. на Ново-Сибирские острова и побережье Ледовитого океана. СПб.: А. С. Суворин, 1894. — 17 с.
- Толль Э. В. Ископаемые ледники Ново-Сибирских островов, их отношение к трупам мамонтов и к ледниковому периоду: На основании работ двух экспедиций, снаряженных Акад. наук в 1885—1886 и в 1893 годах. СПб.: ИАН, 1897. 137 с.
- Толль Э. В. Очерк геологии Ново-Сибирских островов и важнейшие задачи исследования полярных стран. СПб.: ИАН, 1899. — 24 с.
- Toll E. Die fossilen Eislager und ihre Beziehungen zu den Mammuthleichen / Von baron Eduard v. Toll // Mém. de l’Acad. Imp. des scien. de St.-Pétersbourg. VII sér. T. XLII. N. 13. — St.-Pétersbourg, 1895. — 88 S.
- Toll E. Beiträge zur Kenntniss des Sibirischen Cambriums. I. 1899. IV, 57 S.
- Toll E. Die russische Polarfahrt der Sarja 1900/02. Aus den hinterlassenen Tagebuchern / Hrsg. v. Emmy von Toll. Berlin, 1909. 635 s.; Плавание на яхте «Заря» / Перевод с нем. М.: Географгиз, 1959. 340 с.